# Кубок Австрії з футболу 1967—1968
Кубок Австрії з футболу 1967–1968 — 34-й розіграш кубкового футбольного турніру в Австрії. Титул вшосте поспіль здобув Рапід (Відень).

## Календар
| Раунд       | Дата                                                                    | Матчі | Клуби   |
| ----------- | ----------------------------------------------------------------------- | ----- | ------- |
| 1/16 фіналу | 12 серпня - 24 вересня 1967, 23 вересня - 26 жовтня 1967 (перегравання) | 16+3  | 32 → 16 |
| 1/8 фіналу  | 23 вересня - 1 листопада 1967, 4 листопада 1967 (перегравання)          | 8+1   | 16 → 8  |
| 1/4 фіналу  | 8 грудня 1967 - 10 лютого 1968                                          | 4     | 8 → 4   |
| 1/2 фіналу  | 27-28 квітня 1968                                                       | 2     | 4 → 2   |
| Фінал       | 23 травня 1968                                                          | 1     | 2 → 1   |

## 1/16 фіналу
| Команда 1              | Рахунок | Команда 2             |
| ---------------------- | ------- | --------------------- |
| 12 серпня 1967         |         |                       |
| Вінер-Нойштадтер (2)   | 0:1     | Рапід (Відень)        |
| Відень (2)             | 0:1     | Ваккер (Інсбрук)      |
| Радентгайн             | 4:0     | Лустенау 07 (2)       |
| Ваккер (Відень) (2)    | 2:2     | Аустрія (Клагенфурт)  |
| Аустрія (Зальцбург)    | 10:0    | Реннвег (3)           |
| Форвертс (Штайр) (2)   | 1:2     | Аматор Штайр (2)      |
| Капфенберг (2)         | 1:1 дч  | ВШГ Ваттенс (2)       |
| 13 серпня 1967         |         |                       |
| Брунн (2)              | 3:1     | Айзенштадт            |
| Аустрія (Лустенау) (2) | 3:4     | Штурм                 |
| Швехат (2)             | 2:2 дч  | ЛАСК Лінц             |
| Пінкафельд (2)         | 2:4     | Ферст Вієнна          |
| Урфар (3)              | 0:8     | Аустрія (Відень)      |
| Бішофсгофен (2)        | 1:4     | Адміра (Відень)       |
| 15 серпня 1967         |         |                       |
| Санкт-Магдален (2)     | 0:1 дч  | Вінер Шпорт-Клуб      |
| Куфштайн (2)           | 1:4     | Шварц-Вайсс (Брегенц) |
| 24 вересня 1967        |         |                       |
| Брук (3)               | 1:5     | Грацер                |

Перегравання
| Команда 1           | Рахунок | Команда 2            |
| ------------------- | ------- | -------------------- |
| 23 вересня 1967     |         |                      |
| Ваккер (Відень) (2) | 2:1 дч  | Аустрія (Клагенфурт) |
| 24 вересня 1967     |         |                      |
| ВШГ Ваттенс (2)     | 0:1 дч  | Капфенберг (2)       |
| 26 жовтня 1967      |         |                      |
| ЛАСК Лінц           | 4:2 дч  | Швехат (2)           |

## 1/8 фіналу
| Команда 1             | Рахунок | Команда 2           |
| --------------------- | ------- | ------------------- |
| 23 вересня 1967       |         |                     |
| Ферст Вієнна          | 4:2 дч  | Радентгайн          |
| 14 жовтня 1967        |         |                     |
| Ваккер (Відень) (2)   | 3:1     | Вінер Шпорт-Клуб    |
| 25 жовтня 1967        |         |                     |
| Шварц-Вайсс (Брегенц) | 0:0 дч  | Аматор Штайр (2)    |
| 26 жовтня 1967        |         |                     |
| Рапід (Відень)        | 2:0     | Ваккер (Інсбрук)    |
| Капфенберг (2)        | 1:2     | Грацер              |
| Брунн (2)             | 0:1     | Аустрія (Зальцбург) |
| Аустрія (Відень)      | 2:0     | Адміра (Відень)     |
| 1 листопада 1967      |         |                     |
| ЛАСК Лінц             | 1:0     | Штурм               |

Перегравання
| Команда 1        | Рахунок | Команда 2             |
| ---------------- | ------- | --------------------- |
| 4 листопада 1967 |         |                       |
| Аматор Штайр (2) | 1:2     | Шварц-Вайсс (Брегенц) |

## 1/4 фіналу
| Команда 1             | Рахунок | Команда 2           |
| --------------------- | ------- | ------------------- |
| 8 грудня 1967         |         |                     |
| Грацер                | 1:0     | Аустрія (Зальцбург) |
| Рапід (Відень)        | 4:3 дч  | Аустрія (Відень)    |
| 10 грудня 1967        |         |                     |
| Шварц-Вайсс (Брегенц) | 1:0 дч  | ЛАСК Лінц           |
| 10 лютого 1968        |         |                     |
| Ваккер (Відень) (2)   | 2:1     | Ферст Вієнна        |

## 1/2 фіналу
| Команда 1           | Рахунок | Команда 2             |
| ------------------- | ------- | --------------------- |
| 27 квітня 1968      |         |                       |
| Грацер              | 2:0     | Шварц-Вайсс (Брегенц) |
| 28 квітня 1968      |         |                       |
| Ваккер (Відень) (2) | 0:3     | Рапід (Відень)        |

## Фінал
| 23 травня 1968 |

| Рапід (Відень)                      | 2:0      | Грацер |
| ----------------------------------- | -------- | ------ |
| Фрітш 41' Кальтенбруннер 88' (пен.) | Протокол |        |

| Пратерштадіон, Відень Глядачів: 7 180 Арбітр: Фердінанд Маршалл |